# Batalha de Varese
A Batalha de Varese foi um conflito que aconteceu durante la Segunda Guerra de Independência Italiana, onde os Caçadores dos Alpes de Giuseppe Garibaldi enfrentaram e derrotaram uma divisão austríaca do marechal Karl Von Urban, conquistando a estrada para Como.